# Миразизова, Мавлюда Джураевна
Мавлюда Джураевна Миразизова — советский хозяйственный и государственный деятель, лауреат Государственной премии СССР за выдающиеся достижения в труде.

## Биография
Родилась в 1956 году в Ташкенте. Член КПСС.
В 1972—1991 годах — отделочница мебели цеха № 5 Ташкентского мебельного производственного объединения «Ташкент» Министерства лесной и деревообрабатывающий промышленности Узбекской ССР.
За большой личный вклад в улучшение использования лесных ресурсов была в составе коллектива удостоена Государственной премии СССР за выдающиеся достижения в труде 1984 года.
Делегат XXVII съезда КПСС.
Живёт в Ташкенте.

## Награды
- Орден Трудовой Славы II степени
- Орден Трудовой Славы III степени